# Число Капрекара
Число Капрекара для даної системи числення - це невід'ємне ціле число, квадрат якого в цій системі числення можна розбити на дві частини, сума яких дає початкове число. Наприклад, 45 є числом Капрекара, оскільки 452 = 2025 і 20 + 25 = 45. Числа Капрекара названі на честь Д. Р. Капрекара.

## Визначення
Нехай X - невід'ємне ціле число. X є числом Капрекара за основою b, якщо існують невід'ємні числа n, A і додатне B, що задовольняють умовам:
X 2 = Abn + B, де 0 < B < bn
X = A + B
Зауважимо, що X є також числом Капрекара за основою bn для даного n. У вужчому сенсі можна визначити множину K(N) для даного цілого числа N як множину цілих чисел X, для яких 
X2 = AN + B, де 0 < B < N
X = A + B
Кожне число Капрекара X за основою b тоді потрапляє в одну з множин K(b), K(b2), K(b3), ....

## Приклади
297 є числом Капрекара за основою 10, оскільки 2972 = 88209, яке можна розбити на 88 і 209 і 88 + 209 = 297. За домовленістю, друга частина може починатися з 0, але не повинна бути нульовою. Наприклад, 999 є числом Капрекара за основою 10, оскільки 9992 = 998001, яке можна розбити на 998 і 001, 998 + 001 = 999. А ось 100 числом Капрекара не є, хоча 1002 = 10000 і 100 +00 = 100, оскільки друга частина дорівнює нулю.
Кілька перших чисел Капрекара за основою 10:
1, 9, 45, 55, 99, 297, 703, 999, 2223, 2728, 4879, 4950, 5050, 5292, 7272, 7777, 9999, 17344, 22222, 38962, 77778, 82656, 95121, 99999, 142857, 148149, 181819, 187110, 208495, 318682, 329967, 351352, 356643, 390313, 461539, 466830, 499500, 500500, 533170, 538461, 609687, 627615, 643357, 648648, 670033, 681318, 791505, 812890, 818181, 851851, 857143, 961038, 994708, 999999, ... (послідовність А006886  в OEIS     )
Зокрема 9, 99, 999 ... є числами Капрекара. Більш загально, для будь-якої основи b існує нескінченно багато чисел Капрекара, включно зі всіма числами вигляду bn - 1.

## Інші основи
За основою 12 числа Капрекара рівні
1, E, 56, 66, EE, 444, 778, EEE, 12XX, 1640, 2046, 2929, 3333, 4973, 5E60, 6060 7249, 8889, 9293, 9E76, X580, X912, EEEE, 22223, 48730, 72392, 99999, EEEEE, 12E649, 16EX51, 1X1X1X, 222222, 22X54X, 26X952, 35186E, 39X39X, 404040, 4197X2, 450770, 5801E8, 5EE600, ...
За основою 16 числа Капрекара рівні
1, 6, A, F, 33, 55, 5B, 78, 88, AB, CD, FF, 15F, 334, 38E, 492, 4ED, 7E0, 820, B13, B6E, C72, CCC, EA1, FA5, FFF, 191A, 2A2B, 3C3C, 4444, 5556, 6667, 7F80, 8080, 9999, AAAA, BBBC, C3C4, D5D5, E6E6, FFFF, 1745E, 20EC2, 2ACAB, 2D02E, 30684, 3831F, 3E0F8, 42108, 47AE1, 55555, 62FCA, 689A3, 7278C, 76417, 7A427, 7FE00, 80200, 85BD9, 89AE5, 89BE9, 8D874, 9765D, 9D036, AAAAB, AF0B0, B851F, BDEF8, C1F08, C7CE1, CF97C, D5355 , ...

## Властивості
- 2000 року було показано[1], що числа Капрекара за основою b є бієкцією з унітарними дільниками[en] bn - 1 в такому сенсі. Нехай Inv(a,b) означає обернене число a за модулем b, а найменше додатне ціле число m, таке що am ≡ 1 (mod b). Тоді число X входить до множини K(N) (визначеної вище) тоді і тільки тоді, коли X = d Inv(d, (N − 1)/d) для деякого унітарного дільника d числа N - 1. Зокрема,
  - для будь-якого X в K(N), N - X належить K(N).
  - У двійковій системі всі парні досконалі числа є числами Капрекара.